# اتحاد مرشدات البرازيل
اتحاد مرشدات البرازيل هو المنظمة الإرشادية الوطنية في البرازيل. تأسس في عام 1919، وأصبح الاتحاد عضو كامل العضوية في الجمعية العالمية للمرشدات وفتيات الكشافة في عام 1930. الاتحاد يضم 6201 عضوة اعتبارا من عام 2003.

## روابط خارجية
- الموقع الرسمي